# وكيل حسين الله داد
وکیل حسین الله داد كان مصارعة والمجتمع المستجيب الأول من جماعة الهزارة العرقية  في أفغانستان.
وُلد وکیل حسین الله داد عام 1986 في أفغانستان في عائلة الهزارة العرقية. بدأ المصارعة في عام 1998 عن عمر 12 عامًا في كابول. قام بتدريسه شير جان أحمدي، نائب رئيس اتحاد المصارعة في البلاد. كانت فئة وزنه 214 جنيهًا وفاز بالعديد من الميداليات في البطولات المحلية، وكذلك الميدالية الفضية في بطولة دولية في باكستان. تقاعد من المصارعة في عام 2014 بعد تمزق في ساقه وبدأ التدريب في نادي المصارعة المحلية، تدريس 150 طالبا يوميا.
خلال الهجوم الذي وقع في 11 أكتوبر 2016 على مزار کارتة سخي ، كان أحد رجال الإنقاذ وتم تصويره وهو يحمل طفلة مصابة في صورة لوكالة فرانس برس تم تداولها على نطاق واسع. وكان أيضًا منقذ في هجوم مسجد كابول في يونيو 2017.
وکیل حسین الله داد قُتل في تفجير كابول الانتحاري في 22 أبريل 2018 في منطقة دشت برشي في كابول، والذي وقع عبر الشارع من متجره للتصوير الفوتوغرافي. تم نقله إلى مستشفى الاستقلال قبل نقله إلى مركز للصدمات تديره منظمة الطوارئ الإيطالية غير الحكومية حيث توفي.